# Stadio Romeo Neri
Lo stadio Romeo Neri di Rimini è uno stadio multiuso che ospita le gare interne del Rimini.

## Storia
L'area su cui sorge l'odierno stadio Romeo Neri ospitò gli incontri del Rimini fin dai primi anni della sua storia.
In origine, il campo fu denominato "prato della Sartona", nome derivante dalla contessa Teresa Sartoni, proprietaria del terreno dal 1812. Dopo la morte della nobildonna, la proprietà passò a un ordine religioso che istituì l'orfanotrofio Pio Felice; tuttavia, la denominazione del campo rimase associata alla precedente proprietaria. Su quel fondo, ai bordi del manto erboso, sorse il nuovo ippodromo Flaminio, inaugurato nel 1911 in sostituzione del vecchio ippodromo di San Gaudenzo.
La decisione di costruire uno stadio in sostituzione dell'ippodromo fu presa nel 1932. I lavori iniziarono nel gennaio 1933 su progetto dell'ingegner Virginio Stramigioli e si conclusero circa un anno dopo.
In questa fase furono realizzati un velodromo in cemento, tre tribune separate per un totale di 4 000 posti, tre palestre, una pista e pedane per l'atletica e vari servizi. Lo stadio, inizialmente denominato "stadio del Littorio", ospitò l'arrivo di una tappa del Giro d'Italia il 2 giugno 1934.
Dopo la seconda guerra mondiale, l'impianto assunse il nome di "stadio Comunale" e successivamente venne intitolato al ginnasta Romeo Neri, primo riminese a partecipare ai Giochi olimpici e vincitore di tre medaglie d'oro ai Giochi di Los Angeles 1932, oltre a quattro titoli nazionali assoluti.
Nel corso degli anni furono apportate diverse modifiche strutturali: negli anni '50 venne costruita una gradinata nel settore Distinti, mentre negli anni '70 e '80 fu realizzata la Curva Est, successivamente rimossa e infine ricostruita oltre la pista d'atletica nel nuovo millennio. Lo stadio fu ristrutturato nel 1976 e nel 2005 per adeguarlo agli standard della Serie B.
Prima della costruzione dello stadio dei Pirati, aperto nel 1973, l'impianto ospitò anche le partite casalinghe del Rimini Baseball. Tra gli eventi più rilevanti, il Romeo Neri accolse tre edizioni del Superbowl italiano di football americano (1984, 1987 e 1990) e una semifinale dei campionati europei di calcio femminile nel 1993.
Tra il 2010 e il 2012 lo stadio Romeo Neri fu utilizzato, oltre che dall'A.C. Rimini 1912 che raccolse l'eredità sportiva della precedente Rimini Calcio, anche dal Real Rimini, società trasferitasi da Riccione a Rimini in quell'estate con analogo intento. Entrambe le squadre militavano all'epoca in Serie D. L'utilizzo dell'impianto da parte del Real Rimini avvenne per effetto di una sentenza del tribunale, nonostante il parere contrario del Comune.
Nel 2014, su iniziativa dei tifosi della Curva Est, le gradinate del settore distinti furono ridipinte in bianco e rosso con la scritta "RIMINI 1912".
Tra l'estate e l'autunno del 2015, il precedente manto erboso naturale fu sostituito con uno nuovo in erba sintetica.
Nell'estate del 2019 furono completati i lavori di adeguamento dell'impianto di illuminazione per conformarlo agli standard richiesti per la Serie C, con l'installazione di 96 lampade.
L'1 e il 2 giugno 2023 lo stadio ospitò rispettivamente il soundcheck e la data zero del tour di Vasco Rossi, intitolato "Vasco Live XXIII".

## Dati tecnici

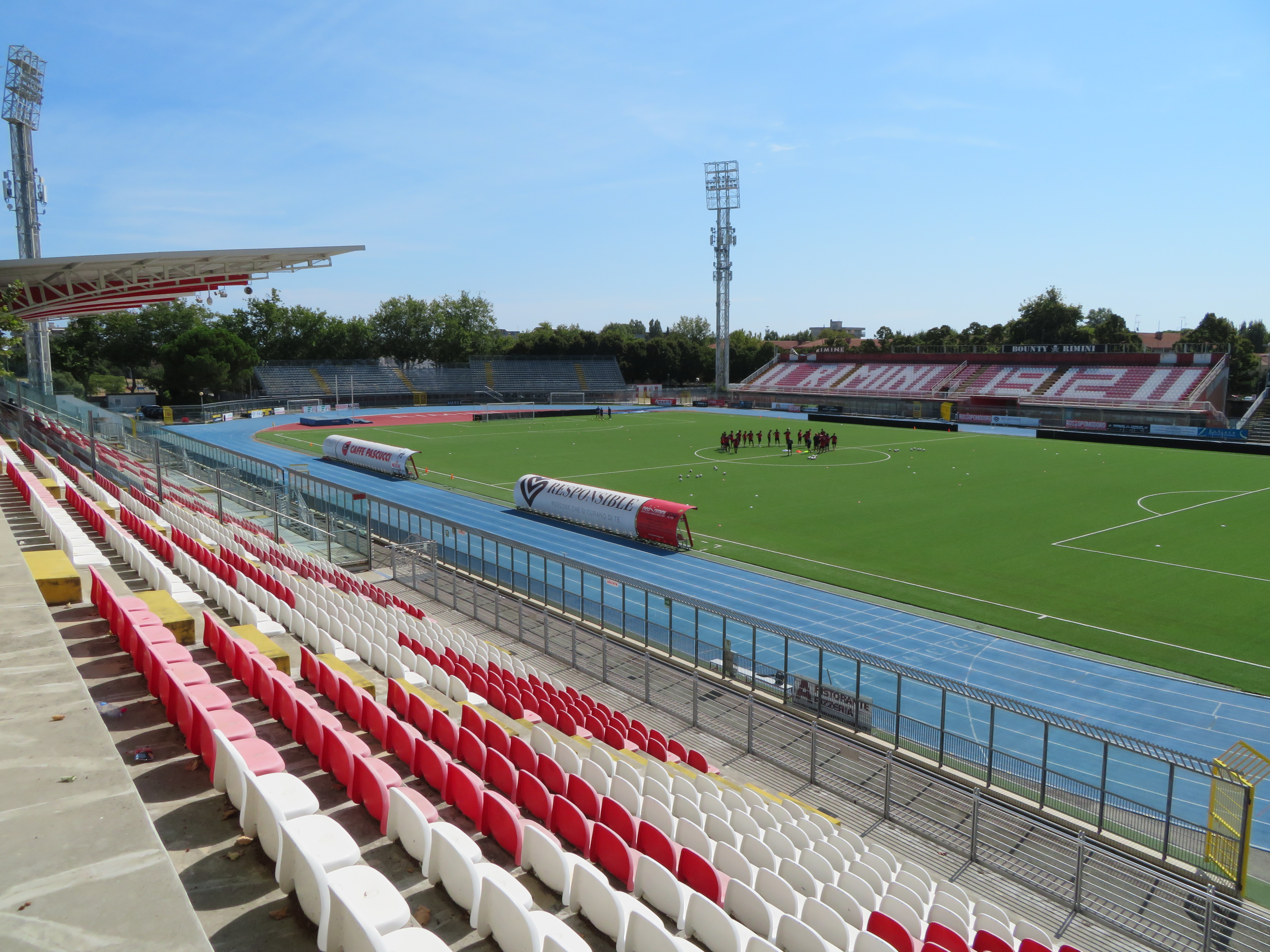
Lo stadio nel 2024

- Posti Tribuna Centrale: 1.193
- Posti Tribuna Laterale Est: 689
- Posti Tribuna Laterale Ovest: 689
- Posti Distinti: 3.225
- Posti Curva Est: 1.639
- Posti Curva Ovest: 2.313
- Posti Settore Disabili: 50
- Posti Tribuna Stampa: 52
- Capienza totale: 9.768 posti